# Vinogradovia conferta
Vinogradovia conferta är en växtart i släktet Vinogradovia och familjen flockblommiga växter.
Arten är en tvåårig ört som förekommer i södra Turkiet. Den beskrevs först som Grammosciadium confertum av Arthur Huber-Morath och Jenifer M. Lamond 1976, och fick sitt nu gällande namn av Barış Bani, Dmitrij German och Marcus A. Koch 2017.